# ژان پل کومارت
ژان پل کومارت (انگلیسی: Jean-Paul Comart؛ زادهٔ ۲۷ سپتامبر ۱۹۵۳) بازیگر اهل بلژیک است. وی از سال ۱۹۸۰ میلادی تاکنون مشغول فعالیت بوده‌است.
از فیلم‌ها یا برنامه‌های تلویزیونی که وی در آن نقش داشته‌است می‌توان به خسیس و شوشو اشاره کرد.